# Бачан
Бачан (індонез. Pulau Bacan) — індонезійський острів, який є частиною архіпелагу Молуккські острови. Розташований у Молуцькому морі. Адміністративно належить до провінції Північне Малуку.

## Історія
Раніше Бачаном правив корінний султанат із політичною структурою, подібною до потужніших султанатів Тернате і Тідоре.
У 1558 році Португалія спорудила на острові фортецю. Однак у 1609 році цю фортецю завоювала Голландська Ост-Індійська компанія, що поклало початок нідерландському контролю над Бачаном.
Під час Другої світової війни острів окупували японці. Голландська окупація закінчилася в 1949 році. У 1972 році острів отримав свою сучасну назву.

## Географія
На схід від Бачана лежить острів Хальмахера (від якого його відділяє протока Патінті), на північ острови Кайоа, Макіан, Тернате і Тідоре, на заході острів Мандіолі і Касірута, на південь острови Біса та Обі.
Бачан має неправильну форму і складається з двох окремих гірських територій, об'єднаних перешийком, який найближчим часом може бути затоплений. Загальна площа Бачана становить приблизно 1899,8 км² (за іншими даними 2365 км²). Острів частково вулканічного походження, а існування термальних джерел води є ознакою вулканічної активності. Найвища точка — гора Лабуа на півдні острова (2120 метрів). Значна частина острова вкрита лісами.

## Населення
Внутрішня частина острова відносно незаселена, і ніхто з мешканців узбережжя не є корінним народом. Вони складаються з сиранів (християнських нащадків португальців), малайців, папуасів та іммігрантів з інших островів. Населення острова становить близько 13 000 осіб Найважливіше місто на острові — Лабуха, розташоване на західному узбережжі острова. Поруч знаходиться місто Амасінг, колись найбільше острівне поселення.

## Економіка
Основними видами діяльності на острові є вирощування саго, кокосів та гвоздики, а також риболовля. На острові є кілька родовищ корисних копалин, особливо вугілля.